# Wei Meng
Dans ce nom chinois, le nom de famille, Wei, précède le nom personnel.
Pour les articles homonymes, voir Wei.
Wei Meng (en chinois : 魏萌), née le 14 juin 1989 à Yantai (Chine), est une tireuse sportive chinoise. Elle est médaillée de bronze en skeet aux Jeux olympiques d'été de 2020.
Sa grande sœur, Wei Ning, est double vice-championne olympique de tir.

## Palmarès

### Jeux olympiques
- Médaille de bronze du skeet aux Jeux olympiques d'été de 2020 à Tokyo

### Championnats du monde
- Médaille de bronze du skeet aux Championnats du monde de tir 2019 à Lonato del Garda
- Médaille de bronze du skeet par équipes aux Championnats du monde de tir 2019 à Lonato del Garda
- Médaille de bronze du skeet par équipe mixte aux Championnats du monde de tir 2019 à Lonato del Garda
- Médaille de bronze du skeet par équipes aux Championnats du monde de tir 2015 à Lonato del Garda

### Jeux asiatiques
- Médaille d'or du skeet par équipes aux Jeux asiatiques de 2010 à Canton
- Médaille d'argent du skeet aux Jeux asiatiques de 2018 à Palembang

### Championnats d'Asie
- Médaille d'or du skeet aux Championnats d'Asie de tir 2019 à Doha
- Médaille d'or du skeet par équipe mixte aux Championnats d'Asie de tir 2019 à Doha
- Médaille d'or du skeet aux Championnats d'Asie de tir 2017 à Astana
- Médaille d'argent du skeet aux Championnats d'Asie de tir 2011 à Kuala Lumpur